# Elytrigia mucronata
Elytrigia mucronata là một loài thực vật có hoa trong họ Hòa thảo. Loài này được (Opiz ex Bercht.) Prokudin mô tả khoa học đầu tiên năm 1938.